# 10è Festival Internacional de Cinema de Moscou
El 10è Festival Internacional de Cinema de Moscou es va celebrar entre el 7 i el 21 de juliol de 1977. Els premis d'Or foren atorgats a la pel·lícula hongaresa Az ötödik pecsét dirigida per Zoltán Fábri, la pel·lícula espanyola El puente dirigida per Juan Antonio Bardem i la pel·lícula soviètica Mimino dirigida per Georgi Daneliya.

## Jurat
- Stanislav Rostotski (URSS - President del Jurat)
- Salah Abu Seif (Egipte)
- Barbara Brylska (Polònia)
- Souna Boubakar (Níger)
- Valerio Zurlini (Itàlia)
- Michael Kutza (EUA)
- Toshiro Mifune (Japó)
- Vladimir Naumov (URSS)
- István Nemeskürty (Hongria)
- Iuri Ozerov (URSS)
- Ion Popescu-Gopo (Romania)
- Humberto Solás (Cuba)
- Rene Thevenet (França)
- Basu Chatterjee (Índia)
- Suimenkul Chokmorov (URSS)
- Milutin Colic (Iugoslàvia)

## Pel·lícules en competició
Les següents pel·lícules foren seleccionades per la competició:
| Títol original                       | Director(s)                                      | País de producció       |
| ------------------------------------ | ------------------------------------------------ | ----------------------- |
| Sao thang tam                        | Tran Dak                                         | Vietnam                 |
| Baseynat                             | Binka Zhelyazkova                                | Bulgària                |
| Logan's Run                          | Michael Anderson                                 | Estats Units            |
| Mina, viento de libertad             | Antxon Ezeiza                                    | Mèxic                   |
| İntikam Meleği – Kadın Hamlet        | Metin Erksan                                     | Turquia                 |
| Al-abtal yooladoon marratayn         | Salah Dehny                                      | Síria                   |
| Al-ras                               | Faisal Al-Yassiri                                | Iraq                    |
| Le soleil se lève en retard          | André Brassard                                   | Canadà                  |
| Idealist                             | Igor Pretnar                                     | Iugoslàvia              |
| Antti Puuhaara                       | Katariina Lahti, Heikki Partanen, Riitta Rautoma | Finlàndia               |
| El cine soy yo                       | Luis Armando Roche                               | Veneçuela               |
| El puente                            | Juan Antonio Bardem                              | Espanya                 |
| Mrigayaa                             | Mrinal Sen                                       | Índia                   |
| Mimino                               | Guiorgui Danelia                                 | Unió Soviètica          |
| Een stille liefde                    | René van Nie                                     | Països Baixos           |
| An Unforgettable Autumn              | Khaltariin Damdin                                | Mongòlia                |
| Die unverbesserliche Barbara         | Lothar Warneke                                   | RDA                     |
| Noch nad Chili                       | Sebastián Alarcón, Aleksandr Kosarev             | Unió Soviètica          |
| Chikuzan hitori tabi                 | Kaneto Shindo                                    | Japó                    |
| Omar Gatlato                         | Merzak Allouache                                 | Algèria                 |
| San Babila ore 20 un delitto inutile | Carlo Lizzani                                    | Itàlia                  |
| Osinda                               | Sergiu Nicolaescu                                | Romania                 |
| Az otodik pecset                     | Zoltán Fábri                                     | Hongria                 |
| Río Negro                            | Manuel Pérez                                     | Cuba                    |
| Ceddo                                | Ousmane Sembene                                  | Senegal                 |
| Sonya Wa Elmagnon (سونيا والمجنون)   | Houssam El-Din Mustafa                           | Egipte                  |
| Ocalić miasto                        | Jan Łomnicki                                     | Polònia/ Unió Soviètica |
| Aftenlandet                          | Peter Watkins                                    | Dinamarca               |
| Las locas                            | Enrique Carreras                                 | Argentina               |
| Kuntur Wachana                       | Federico García Hurtado                          | Perú                    |
| L'ombre des châteaux                 | Daniel Duval                                     | França                  |
| Běž, ať ti neuteče                   | Stanislav Strnad                                 | Txèquia                 |
| Bon Bast                             | Parviz Sayyad                                    | Iran                    |
| Der Sternsteinhof                    | Hans W. Geißendörfer                             | RFA                     |
| Elvis! Elvis!                        | Kay Pollak                                       | Suècia                  |
| It Shouldn't Happen to a Vet         | Eric Till                                        | Regne Unit              |

## Premis
- Premis d'Or:
  - Az ötödik pecsét de Zoltán Fábri
  - El puente de Juan Antonio Bardem
  - Mimino de Georgiy Daneliya
- Premis de Plata:
  - Omar Gatlato de Merzak Allouache
  - Baseynat de Binka Zhelyazkova
  - L'ombre des châteaux de Daniel Duval
- Premis especials:
  - Noch nad Chili de Sebastián Alarcón i Aleksandr Kosarev
  - Río Negro de Manuel Pérez
- Premis:
  - Millor Actor: Radko Polič per Idealist
  - Millor Actor: Amza Pellea per Osinda
  - Millor Actriu: Mary Apick per Bon Bast
  - Millor Actriu: Mercedes Carreras per Las locas
- Diploma especial: Jove Actor: Lele Dorazio per Elvis! Elvis!
- Premi FIPRESCI: Kuntur Wachana de Federico García Hurtado